# Konrad von Westerhem
Konrad von Westerhem (* im 14. Jahrhundert; † 1396) war Vizedominus und Domherr in Münster.

## Leben
Im Jahre 1359 war Konrad von Westerhem Prokurator der Essener Kirche und zwei Jahre später Amtmann der Äbtissin zu Essen und Offizial in Münster. Als münsterscher Domherr findet er erstmals am 11. März 1366 urkundliche Erwähnung. 1390 wird er als Vizedominus geführt. In dieser Funktion war er Vertreter des Landesherrn. Er war Archidiakon zu Telgte und hatte diese Ämter bis zu seinem Tode inne. Sein Nachfolger im Amt als Vizedominus war Lubbert von Rodenberg.